# Hesperocharis
Hesperocharis is een geslacht in de orde van de Lepidoptera (vlinders) familie van de Pieridae (Witjes).
Hesperocharis werd in 1862 beschreven door Felder.

## Soorten
Hesperocharis omvat de volgende soorten:
- H. agasicles Hewitson, 1874
- H. anguitia (Godart, 1819)
- H. antipator Druce, 1874
- H. arida Herrich-Schäffer, 1867
- H. aureomaculata Dognin, 1888
- H. avivolans (Butler, 1865)
- H. carrizoi (Giacomelli, 1914)
- H. catasticta Röber, 1910
- H. catogramma (Kollar, 1850)
- H. costaricensis Bates, H, 1866
- H. crocea Bates, H, 1866
- H. emeris (Boisduval, 1836)
- H. erota (Lucas, 1852)
- H. esther (Oberthür, 1890)
- H. gaujoni Dognin, 1888
- H. graphites Bates, H, 1864
- H. idiotica (Butler, 1869)
- H. infrasignata Breyer, 1939
- H. jaliscana Schaus, 1898
- H. lactea Burmeister, 1879
- H. leucania (Boisduval, 1836)
- H. leucothea Molina, 1782
- H. marchalii (Guérin-Méneville, 1844)
- H. nera (Hewitson, 1852)
- H. nereina Hopffer, 1874
- H. paranensis Schaus, 1898
- H. pasion (Reakirt, 1866)